# 今治市民会館
今治市民会館（いまばりしみんかいかん）は、愛媛県今治市にあるホールである。

## 概要
- 隣接する公会堂の補完施設として整備された。建物は鉄筋コンクリート造りの3階建てとなっている[1]。
- 建物内には大会議室1室、中会議室2室、小会議室2室が設置されており、小人数の会議や研修等で利用されている。
- 隣接する今治市役所庁舎や公会堂と共に今治市出身の建築家の丹下健三が設計した建物である。今治市庁舎・公会堂・市民会館の3棟からなる建築群はコの字型に配置されており、外部空間を市民広場（現在は駐車場として利用）として解放するという考えに基づいてつくられた貴重な事例としてDOCOMOMOジャパンの選定を受けている[2]。

## 施設
会議室
- 大会議室（収容人数120人程度）
- 中会議室1（収容人数24人程度）
- 中会議室2（収容人数24人程度）
- 小会議室1（収容人数12人程度）
- 小会議室2（収容人数12人程度）

事務所（3階）
- 一般社団法人しまなみジャパン 本社

## 交通アクセス
- JR今治駅から徒歩で約10分。
- 瀬戸内運輸（バス）「今治市役所前」停留所下車して徒歩で約1分。